# Oenopota exquisita
Oenopota exquisita är en snäckart som först beskrevs av Bartsch 1941.  Oenopota exquisita ingår i släktet Oenopota och familjen kägelsnäckor. Inga underarter finns listade i Catalogue of Life.